# Constitution impériale
Pour les articles homonymes, voir Constitution (homonymie).
Constitution impériale est un terme définissant des actes normatifs et édits ayant force de loi, émis sous l'Empire romain par l'empereur, à partir du début du IIe siècle.

## Description
La législation impériale est prise sous forme de textes généraux, édits, décrets, mandats, rescrits.
On distingue quatre sortes de constitution impériale :
- Les édits : ce sont des prescriptions d'ordre général, permanentes et applicables à tout l'Empire.

- Les décrets : ce sont des prescriptions de nature judiciaire. Ils regroupent les jugements rendus par l'empereur dans le cadre d'un conseil dans lequel il est entouré de juristes.

- Les mandats : il s'agit d'instructions de type administratif envoyées par l'empereur à ses fonctionnaires, c'est-à-dire les personnes au service de l'Empire et, par extension, au service de l'empereur.

- Les rescrits : ce sont les réponses officielles faites par l'empereur sur une question juridique qu'on lui a posée.

Dès le IIe siècle les constitutions impériales deviennent sous l'empereur Hadrien la base du droit romain.
Leur nombre provoque  dès la fin du IIIe siècle la constitution de recueils, compilations officieuses (Code grégorien, Code hermogénien), puis plus tard officielles comme sous Justinien le Corpus iuris civilis.